# Hydroxymanganopyrochlor
Hydroxymanganopyrochlor ist ein sehr seltenes Mineral aus der Mineralklasse der Oxide und Hydroxide. Es kristallisiert im kubischen Kristallsystem mit der Zusammensetzung (Mn2+,Th,Na,Ca,REE)2(Nb,Ti)2O6(OH), ist also ein Mangan-Thorium-Calcium-Seltenerd-Niobat mit zusätzlichen Hydroxidionen.
Hydroxymanganopyrochlor kommt an seiner Typlokalität in oktaedrischen Kristallen von maximal 0,7 mm Größe vor, die in miarolithischen Hohlräumen im Sanidinit sitzen. Die Typlokalität des Hydroxymanganopyrochlors sind die 1,5 km nordöstlich von Mendig liegenden Bimssteinbrüche „In den Dellen“ (Grube „Zieglowski“) bei Niedermendig (Koordinaten der Steinbrüche „In den Dellen“), Laacher-See-Komplex, Eifel, Rheinland-Pfalz, Deutschland.

## Etymologie und Geschichte
Im Material aus einem bereits längere Zeit zurückliegenden Fund von Günter Blass wurden oktaedrische Kristalle identifiziert, die zwar als Pyrochlor angesprochen werden konnten, deren vorläufige Analysedaten eine Einordnung in die alte Nomenklatur der Pyrochlorgruppe nach Donald David Hogarth und Kollegen aber verhinderten. Erst neuere Analysen russischer Mineralogen führten zum Nachweis des Vorliegens eines neuen Vertreters der nunmehrigen Pyrochlor-Obergruppe. Das neue Mineral wurde der International Mineralogical Association (IMA) vorgelegt, die es im Jahre 2012 unter der vorläufigen Bezeichnung IMA 2012-005 anerkannte. Die wissenschaftliche Erstbeschreibung dieses Minerals erfolgte im Jahre 1979 durch ein russisch-deutsches Forscherteam mit Nikita V. Chukanov, Günter Blass, Natalia V. Zubkova, Igor V. Pekov, Dmitry Yu. Pushcharovskii und Heribert Prinz. Die Autoren benannten das neue Mineral in Übereinstimmung mit der Nomenklatur der Pyrochlor-Obergruppe aufgrund der chemischen Zusammensetzung des Minerals mit einer durch Mangan dominierten A-Position, durch Nb dominierten B-Position sowie durch OH dominierten Y-Position als Hydroxymanganopyrochlor (englisch Hydroxymanganopyrochlore).
Das Typmaterial für Hydroxymanganopyrochlor wird unter der Katalognummer 4226/1 in der Systematischen Sammlung des Mineralogischen Museums „Alexander Jewgenjewitsch Fersman“ der Russischen Akademie der Wissenschaften in Moskau aufbewahrt.
Pyrochlor wurde ursprünglich von Nils Otto Tank (1800–1864) bei Stavern in der norwegischen Provinz Vestfold gefunden und 1826 durch Friedrich Wöhler beschrieben. Wöhler benannte das Mineral aufgrund eines Vorschlags von Jöns Jakob Berzelius nach den griechischen Wörtern πῦς [pyr] und χλωρός [chlorós] für „Feuer“ und „grün“ aufgrund seiner Eigenschaft, nach dem Schmelzen mit Phosphorsalz (Natrium-ammonium-hydrogenphosphat) vor dem Lötrohr zu einem grasgrünen Glas zu erstarren. Im Verlaufe der Jahrzehnte wurde der Terminus Pyrochlor oft unspezifisch und häufig ohne den Hintergrund einer chemischen Analyse verwendet. Das Mineral Pyrochlor wurde im Jahre 2010 diskreditiert.

## Klassifikation
Die aktuelle Klassifikation der International Mineralogical Association (IMA) zählt den Hydroxymanganopyrochlor zur Pyrochlor-Obergruppe mit der allgemeinen Formel A2–mB2X6–wY1–n, in der A, B, X und Y unterschiedliche Positionen in der Struktur der Minerale der Pyrochlor-Obergruppe mit A = Na, Ca, Sr, Pb2+, Sn2+, Sb3+, Y, U, □, oder H2O; B = Ta, Nb, Ti, Sb5+ oder W; X = O, OH oder F und Y = OH−, F, O, □, H2O oder sehr große (>> 1,0 Å) einwertige Kationen wie K, Cs oder Rb repräsentieren. Zur Pyrochlor-Obergruppe gehören neben Hydroxymanganopyrochlor noch Fluorcalciomikrolith, Fluornatromikrolith, Hydrokenomikrolith, Hydroxycalciomikrolith, Hydroxykenomikrolith, Kenoplumbomikrolith, Oxynatromikrolith, Oxystannomikrolith, Oxystibiomikrolith, Cesiokenopyrochlor, Fluorcalciopyrochlor, Fluornatropyrochlor, Hydrokenopyrochlor, Hydropyrochlor, Hydroxycalciopyrochlor, Hydroxykenopyrochlor, Hydroxynatropyrochlor, Oxycalciopyrochlor, Fluorcalcioroméit, Hydroxycalcioroméit, Hydroxyferroroméit, Oxycalcioroméit, Oxyplumboroméit, Hydrokenoelsmoreit, Hydroxykenoelsmoreit, Fluornatrocoulsellit und Hydrokenoralstonit. Hydroxymanganopyrochlor bildet zusammen mit Cesiokenopyrochlor, Fluorcalciopyrochlor, Fluornatropyrochlor, Hydrokenopyrochlor, Hydropyrochlor, Hydroxycalciopyrochlor, Hydroxykenopyrochlor, Hydroxynatropyrochlor und Oxycalciopyrochlor innerhalb der Pyrochlor-Obergruppe die Pyrochlorgruppe.
Die mittlerweile veraltete, aber teilweise noch gebräuchliche 8. Auflage der Mineralsystematik nach Strunz führt den Hydroxymanganopyrochlor noch nicht auf. Er würde zur Mineralklasse der „Oxide und Hydroxide“ und dort zur allgemeinen Abteilung der „Oxide mit Verhältnis Metall : Sauerstoff = 2 : 3 (M2O3 und verwandte Verbindungen)“ gehören, wo er zusammen mit Bariopyrochlor (diskreditiert 2010, möglicherweise „Zero-valent-dominanter Pyrochlor“), Bismutopyrochlor (diskreditiert 2010, möglicherweise „Oxynatropyrochlor“), Calciobetafit (diskreditiert 2010), Ceriopyrochlor-(Ce) (diskreditiert 2010, möglicherweise „Fluorkenopyrochlor“), Kalipyrochlor (2010 zu Hydropyrochlor redefiniert), Plumbopyrochlor (diskreditiert 2010, möglicherweise „Oxyplumbopyrochlor“ oder „Kenoplumbopyrochlor“), Pyrochlor (diskreditiert 2010, seitdem Gruppen- und Obergruppen-Name; hierzu gehören die möglicherweise neuen Spezies „Oxynatropyrochlor“, „Hydroxycalciopyrochlor“, „Fluorcalciopyrochlor“ und „Fluorkenopyrochlor“), Uranpyrochlor (diskreditiert 2010, möglicherweise „Oxynatropyrochlor“), Strontiopyrochlor (diskreditiert 2010, möglicherweise „Fluorstrontiopyrochlor“ oder „Fluorkenopyrochlor“) und Yttropyrochlor-(Y) (diskreditiert 2010, möglicherweise „Oxyyttropyrochlor-(Y)“) die „Pyrochlor-Gruppe, Pyrochlor-Untergruppe“ mit der System-Nr. IV/C.17 gebildet hätte.
Die seit 2001 gültige und von der International Mineralogical Association (IMA) verwendete 9. Auflage der Strunz’schen Mineralsystematik kennt den Hydroxymanganopyrochlor ebenfalls noch nicht. Er würde in die Abteilung der „Oxide mit dem Stoffmengenverhältnis Metall : Sauerstoff = 1 : 2 und vergleichbare“ eingeordnet werden. Diese ist weiter unterteilt nach der relativen Größe der beteiligten Kationen und der Kristallstruktur, so dass das Mineral entsprechend seiner Zusammensetzung und seinem Aufbau in der Unterabteilung „Mit großen (± mittelgroßen) Kationen; Lagen kantenverknüpfter Oktaeder“ zu finden wäre, wo es zusammen mit allen Vertretern der Pyrochlor-, Mikrolith-, Betafit-, Roméit- und Elsmoreitgruppen die Pyrochlor-Übergruppe mit der System-Nr. 4.DH.15 bilden würde. Hydroxymanganopyrochlor wäre dabei zusammen mit Fluorcalciopyrochlor, Fluornatropyrochlor, Fluorkenopyrochlor, Fluorstrontiopyrochlor, Hydropyrochlor (ehemals Kalipyrochlor), Hydroxycalciopyrochlor, Kenoplumbopyrochlor, Oxycalciopyrochlor (ehemals Stibiobetafit), Oxynatropyrochlor, Oxyplumbopyrochlor und Oxyyttropyrochlor-(Y) in der Pyrochlorgruppe zu finden.
Auch die vorwiegend im englischen Sprachraum gebräuchliche Systematik der Minerale nach Dana kennt den Hydroxymanganopyrochlor noch nicht. Er würde in die Klasse der „Oxide und Hydroxide“, dort allerdings in die Abteilung der „Mehrfachen Oxide mit Nb, Ta und Ti“ eingeordnet werden. Hier wäre er zusammen mit Pyrochlor, Kalipyrochlor, Bariopyrochlor, Yttropyrochlor-(Y), Ceriopyrochlor-(Ce), Plumbopyrochlor, Uranpyrochlor, Strontiopyrochlor und Bismutopyrochlor (alle seit 2010 diskreditiert, vgl. unter Systematik der Minerale nach Strunz, 8. Auflage) in der „Pyrochlor-Untergruppe; Nb>Ta;(Nb+Ta)>2(Ti)“ mit der System-Nr. 08.02.01 innerhalb der Unterabteilung der „Mehrfache Oxiden mit Nb, Ta und Ti mit der Formel A2(B2O6)(O,OH,F)“ zu finden.

## Chemismus
Sieben Analysen mit der Elektronenstrahl-Mikrosonde an einem Hydroxymanganopyrochlor-Kristall der Typlokalität lieferten Mittelwerte von
2,48 % Na2O; 3,65 % CaO; 8,22 % MnO; 3,39 % Fe2O3; 3,22 La2O3; 6,76 Ce2O3; 0,92 Nd2O3; 15,43 % TiO2; 22,58 % ThO2; 2,42 UO2; 29,42 % Nb2O5; 0,49 % F2; 1,34 % H2O (berechnet) sowie [(–O ≡ F2) –0,21 %, Summe = 100,11 %]. Auf der Basis von sieben Anionen (O,OH,F) pro Formeleinheit wurde daraus die empirische Formel (Mn0,51Th0,37Na0,35Ca0,29Ce0,18La0,09Nd0,02U0,04)Σ=1,85(Nb0,97 Ti0,85Fe3+0,19)Σ=2,01O6[(OH)0,65O0,24F0,11] ermittelt, die sich zu (Mn2+,Th,Na,Ca,REE)2(Nb,Ti)2O6(OH) vereinfachen lässt, was auch der offiziellen Schreibweise der IMA für die Formel des Hydroxymanganopyrochlors entspricht.
Neben Hydroxymanganopyrochlor ist Peterandresenit, Mn4Nb6O19·14H2O, das einzige Mineral mit der Elementkombination „Mn – Nb – O – H“. Dem Hydroxymanganopyrochlor chemisch ähnlich sind aber eine Reihe von Mineralen, wie z. B. Gerasimovskit, (Mn,Ca)(Nb,Ti)5O12·9H2O, und Manganbelyankinit, (Mn,Ca)(Ti,Nb)5O12·9H2O.
Innerhalb der Pyrochlor-Obergruppe sind theoretisch durch die vier verschiedenen zu besetzenden Positionen eine Vielzahl von Substitutionsmöglichkeiten vorhanden. Hydroxymanganopyrochlor ist das Mn-dominante Analogon des Ca-dominierten Hydroxycalciopyrochlors, der Vakanz-dominierten Hydroxykenopyrochlors und des Na-dominierten Hydroxynatropyrochlors. Untergruppen-übergreifend existieren keine Vertreter der Pyrochlor-Obergruppe mit Mn-Dominanz auf der A-Position. Allerdings erwähnen Uwe Kolitsch und Kollegen ein Ca-, Y- und Ti-reiches Sb-Analogon von Hydroxymanganopyrochlor, welches nach entsprechender Beschreibung und Anerkennung durch die IMA als Mineral Hydroxymanganoroméit heißen würde.

## Kristallstruktur
Hydroxymanganopyrochlor kristallisiert im kubischen Kristallsystem in der Raumgruppe Fd3m (Raumgruppen-Nr. 227) mit dem Gitterparameter a =10,2523 Å sowie acht Formeleinheiten pro Elementarzelle.
Wie bei allen Vertretern der Pyrochlor-Obergruppe besteht die Kristallstruktur des Hydroxymanganopyrochlor aus BO6-Oktaedern – in diesem Falle (Nb,Ti)O6-Oktaedern – mit gemeinsamen Ecken, die ein Gerüst bilden. In diesem Gerüst sitzen die A-Kationen (Mn2+,Th,Na,Ca,REE) im Zentrum von „Thomson-Würfeln“, wobei Mn das dominierende Kation ist. Aufgrund des Einbaus von Mn2+ auf der A- und des hohen Ti-Gehaltes auf der B-Position zeichnet sich Hydroxymanganopyrochlor durch im Vergleich mit anderen Gliedern der Pyrochlor-Obergruppe niedrige Werte für den Gitterparameter „a“ aus. Aufgrund dieser Tatsache, aber vor allem aufgrund der hohen Thorium-Gehalte, besitzt Hydroxymanganopyrochlor eine deutlich höhere Dichte als sein Calcium-dominantes Analogon.
Hydroxymanganopyrochlor ist isotyp (isostrukturell) zu allen anderen in der Raumgruppe Fd3m (Raumgruppen-Nr. 227) kristallisierenden Vertretern der Pyrochlor-Obergruppe.

## Eigenschaften

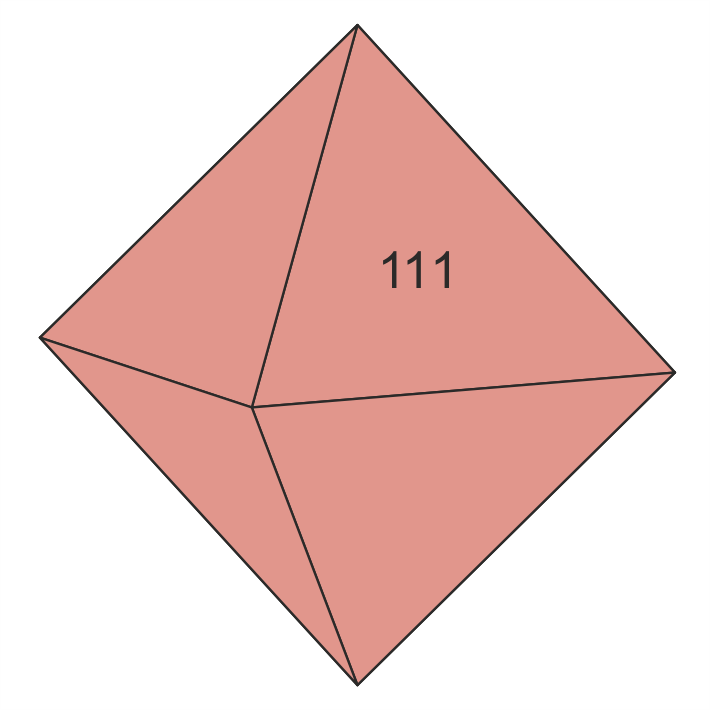
Zeichnung eines oktaedrischen Hydroxymanganopyrochlor-Kristalls

### Morphologie
Hydroxymanganopyrochlor bildet an seiner Typlokalität idiomorphe Kristalle von maximal 0,7 mm Größe, deren Tracht ausschließlich aus dem Oktaeder besteht (vergleiche dazu die nebenstehende Kristallzeichnung).

### Physikalische und chemische Eigenschaften
Die Kristalle des Hydroxymanganopyrochlors sind an seiner Typlokalität dunkelbraun bis schwarz mit roten Reflexen. Zu ihrer Strichfarbe existieren keine Angaben – die Farbe des Mineralpulvers dürfte aber ein blasses Hellbraun sein. Auch fehlen Angaben zum Glanz des Minerals, der aber aufgrund des sehr hohen berechneten Wertes für die Lichtbrechung (n = 2,29) harz- bis diamantartig sein dürfte. Hydroxymanganopyrochlor ist optisch isotrop.
Das Mineral weist keine Spaltbarkeit auf. Aufgrund seiner Sprödigkeit bricht es aber auf charakteristische Weise, wobei zur Ausbildung der Bruchflächen keine Angaben existieren. Die Mohshärte des Hydroxymanganopyrochlors ist unbekannt, sollte aber in Analogie zu den anderen Vertretern der Pyrochlor-Obergruppe zwischen 4 und 5 liegen. Die berechnete Dichte für Hydroxymanganopyrochlor beträgt 5,398 g/cm³.
Angaben zur Fluoreszenz im UV-Licht bzw. zur Kathodolumineszenz unter dem Elektronenstrahl für das Mineral fehlen ebenso wie Hinweise auf das chemische Verhalten.
Im Gegensatz zu den meisten anderen Vertretern der Pyrochlor-Obergruppe mit hohen Konzentrationen an Uran und Thorium ist Hydroxymanganopyrochlor nicht metamikt, was auf sein geringeres geologisches Alter (die letzte Eruption im Laacher-See-Komplex fand vor ca. 13.000 Jahren statt) zurückzuführen ist.

## Bildung und Fundorte
Hydroxymanganopyrochlor ist eine spätpneumatolytische Bildung. Zu seinen Begleitmineralen zählen Sanidin, Nosean, Biotit, Tephroit, Jakobsit sowie Spinelle der Gahnit–Hercynit-Mischkristallreihe, die alle in miarolithischen Hohlräumen im Sanidinit sitzen.
Zum Zeitpunkt der Erstbeschreibung waren vom Hydroxymanganopyrochlor lediglich drei Kristalle bekannt. Als extrem seltene Mineralbildung konnte der Hydroxymanganopyrochlor bisher (Stand 2018) weltweit nur von seiner Typlokalität beschrieben werden. Die Typlokalität für Hydroxymanganopyrochlor sind die 1,5 km nordöstlich von Mendig liegenden Bimssteinbrüche „In den Dellen“ (Grube „Zieglowski“) bei Niedermendig  im Laacher-See-Komplex, Eifel, Rheinland-Pfalz, Deutschland.

## Verwendung
Hydroxymanganopyrochlor wäre aufgrund seiner Nb2O5-Gehalte von 28,92 bis 30,63 Gew.-% ein reiches Niob-Erz. Aufgrund seiner Seltenheit ist das Mineral allerdings ohne jede praktische Bedeutung und nur für Mineralsammler interessant.